# Wind River (Bighorn River)
Der Wind River bildet den Oberlauf des Bighorn River im US-Bundesstaat Wyoming. Er entspringt am Togwotee Pass in der Wind River Range auf einer Höhe von etwa 2930 m. Er fließt in überwiegend östlicher Richtung an der Ortschaft Dubois vorbei durch das Wind River Basin, einem semi-ariden Hochtal östlich der Rocky Mountains. Der U.S. Highway 26 folgt dem Flusslauf. Bei Riverton mündet der Little Wind River von Süden kommend in den Fluss. Dieser wendet sich nun nach Norden. Er wird vom Boysen Dam zu einem Stausee, dem Boysen Reservoir aufgestaut; beide befinden sich im Boysen State Park. Anschließend durchfließt er den Wind River Canyon und erreicht 5 km südlich von Thermopolis die Stelle Wedding of the Waters, ab welcher der Fluss dann als Bighorn River bezeichnet wird. Der Wind River hat eine Länge von 296 km, sein Einzugsgebiet umfasst etwa 20.100 km². Der mittlere Abfluss unterhalb der Boysen-Talsperre beträgt 38 m³/s. Ein Großteil des Flusslaufs und Einzugsgebietes des Wind River liegt innerhalb der Wind River Indian Reservation.

## Verlauf
Der Wind River entspringt an der Nordostflanke des Two Ocean Mountain an der kontinentalen Wasserscheide in der nördlichen Wind River Range, unmittelbar südwestlich des Togwotee Pass im östlichsten Teton County auf einer Höhe von etwa 2930 m. Von dort fließt er in südöstliche Richtung durch den Shoshone National Forest und das Fremont County und bildet die Grenze zwischen der südlich gelegenen Wind River Range und den nördlich angrenzenden Absaroka Mountains. Zudem führt der U.S. Highway 26 bereits hier am Wind River entlang und folgt fast dem gesamten Flussverlauf. Der Fluss wird vom Continental Divide Trail gequert, verlässt den Nationalforst und erhält mit Du Noir Creek und Warm Spring Creek erste größere Zuflüsse. Der Wind River passiert die Gemeinde Dubois und erreicht nach Einmündung von East Fork Wind River und Dinwoody Creek das nach dem Fluss benannte, semi-aride Wind River Basin, das der Fluss auf mehr als 200 Kilometern durchfließt. Weiter flussabwärts fließen mit dem oberhalb zum Bull Lake aufgestauten Bull Lake Creek von rechts sowie dem Dry Creek von links weitere Zuflüsse hinzu, zudem unterquert der Fluss mehrfach den U.S. Highway 26 sowie den Wyoming Highway 132. Im Zentrum des Wind River Basin passiert der Fluss mit Riverton die größte Stadt am Fluss, hier fließt mit dem Little Wind River auch der wichtigste Zufluss hinzu, der große Teile der nordöstlichen Wind River Range entwässert. Hinter Riverton wendet sich der Wind River nach Nordosten und später nach Norden und erreicht weiter flussabwärts das Boysen Reservoir, das durch den Bau der Talsperre Boysen entstanden ist. Innerhalb des Stausees erhält der Wind River mit Muskrat Creek, Fivemile Creek, Poison Creek, Muddy Creek, Badwater Creek und Cottonwood Creek einige lange, aber größtenteils wasserarme Zuflüsse aus den Owl Creek- und Bridger Mountains. Nördlich des Boysen Reservoir tritt der Fluss in den Wind River Canyon ein, der die westlich gelegenen Owl Creek Mountains von den Bridger Mountains im Osten abgrenzt. Neben dem Fluss verlaufen rechtsseitig U.S. Highway 20 und Wyoming Highway 789 und linksseitig die Bahnstrecke der Big Horn Railroad durch die Schlucht. Am Nordausgang des Canyons wird der Wind River am Punkt Wedding of the Waters im Hot Springs County auf 1330 m Höhe in Bighorn River umbenannt und verläuft als solcher weiter durch das Bighorn Basin nach Norden.  Von der Einmündung des East Fork Wind River bis zum Umbenennungspunkt Wedding of the Waters verläuft der Fluss auf einem Großteil seiner Strecke durch die Wind River Indian Reservation.

## Hydrologie
Der Wind River ist als Oberlauf des Bighorn River Teil des Einzugsgebietes des Yellowstone River, der über Missouri und Mississippi in den Golf von Mexiko entwässert. Das Einzugsgebiet des Wind River hat eine Fläche von etwa 20.100 km² und grenzt an die Einzugsgebiete von Nowood River im Nordosten, Buffalo Creek und South Fork Powder River im Osten, Sweetwater River im Süden, Little Sandy Creek, Big Sandy River, New Fork River, Green River und Gros Ventre River im Westen, Buffalo Fork im Nordwesten sowie South Fork Shoshone River, Greybull River, Wood River, South Fork Owl Creek und Owl Creek im Norden. Der mittlere Abfluss am Pegel unterhalb des Boysen Reservoir beträgt 38,0 m³/s, die größten Abflüsse finden sich in den Monaten Juni und Juli.

## Galerie

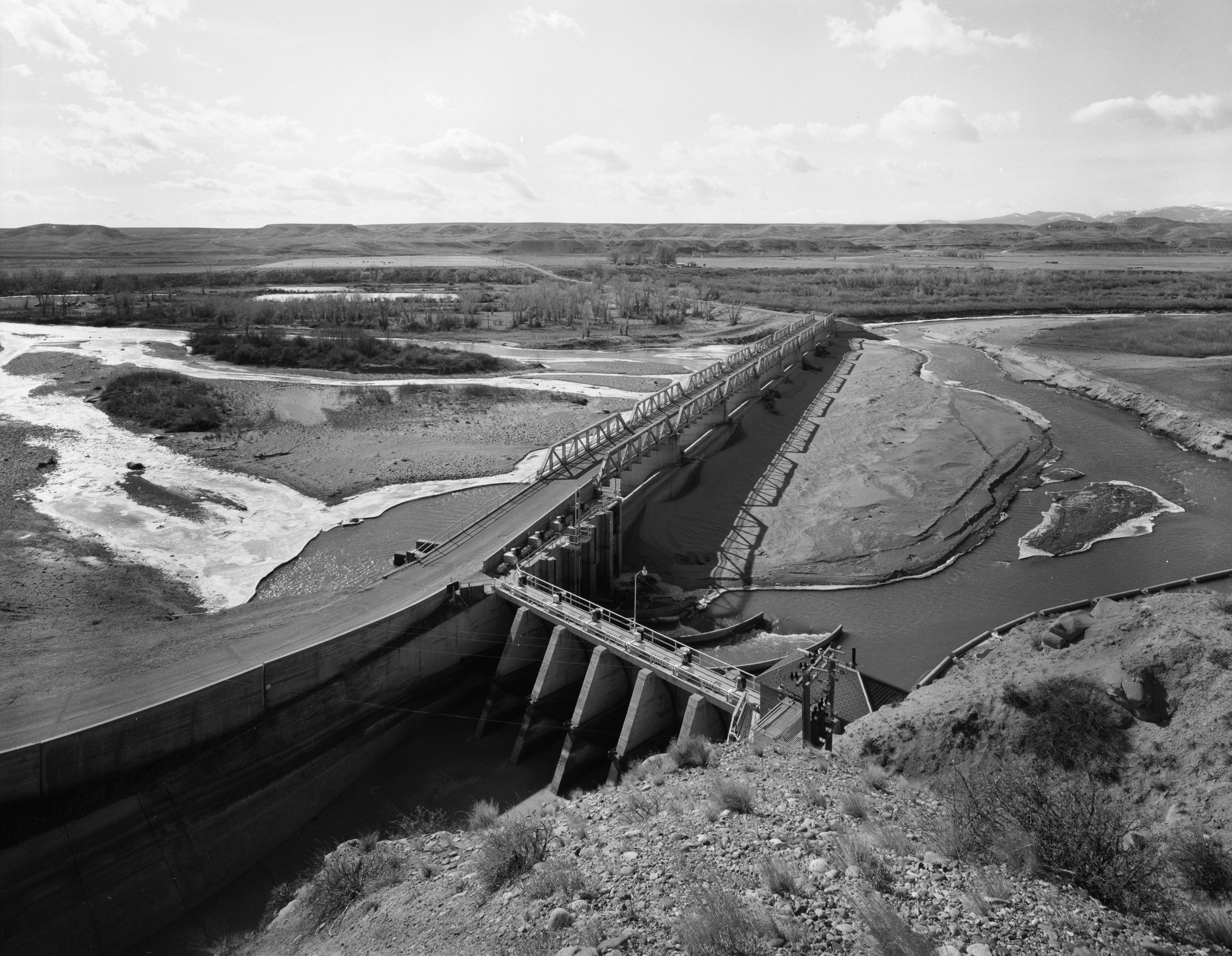
Abschlagsbauwerk am Wind River
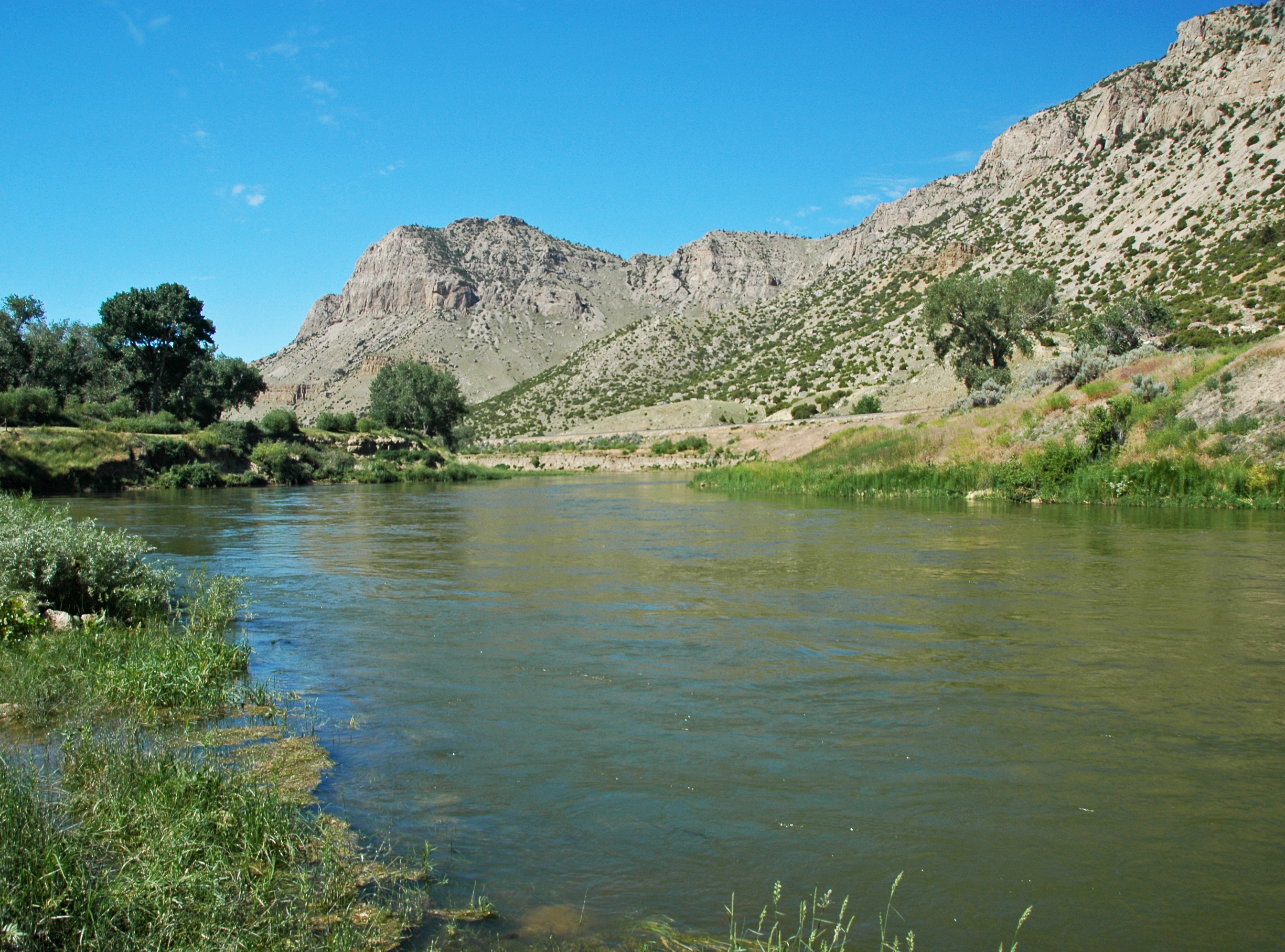
Wind River in der Wind River Indian Reservation
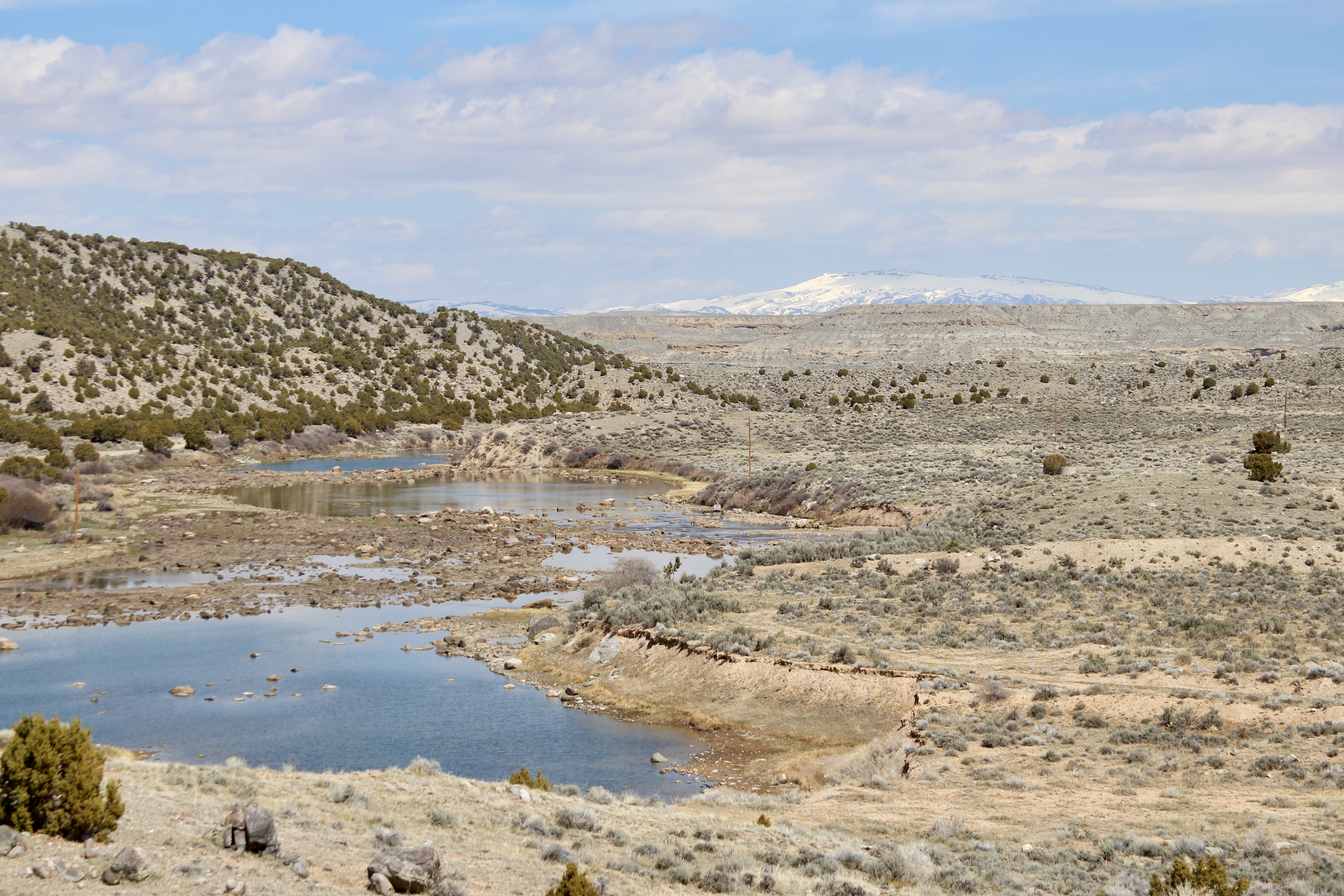
Wind River unweit des Boysen Reservoir
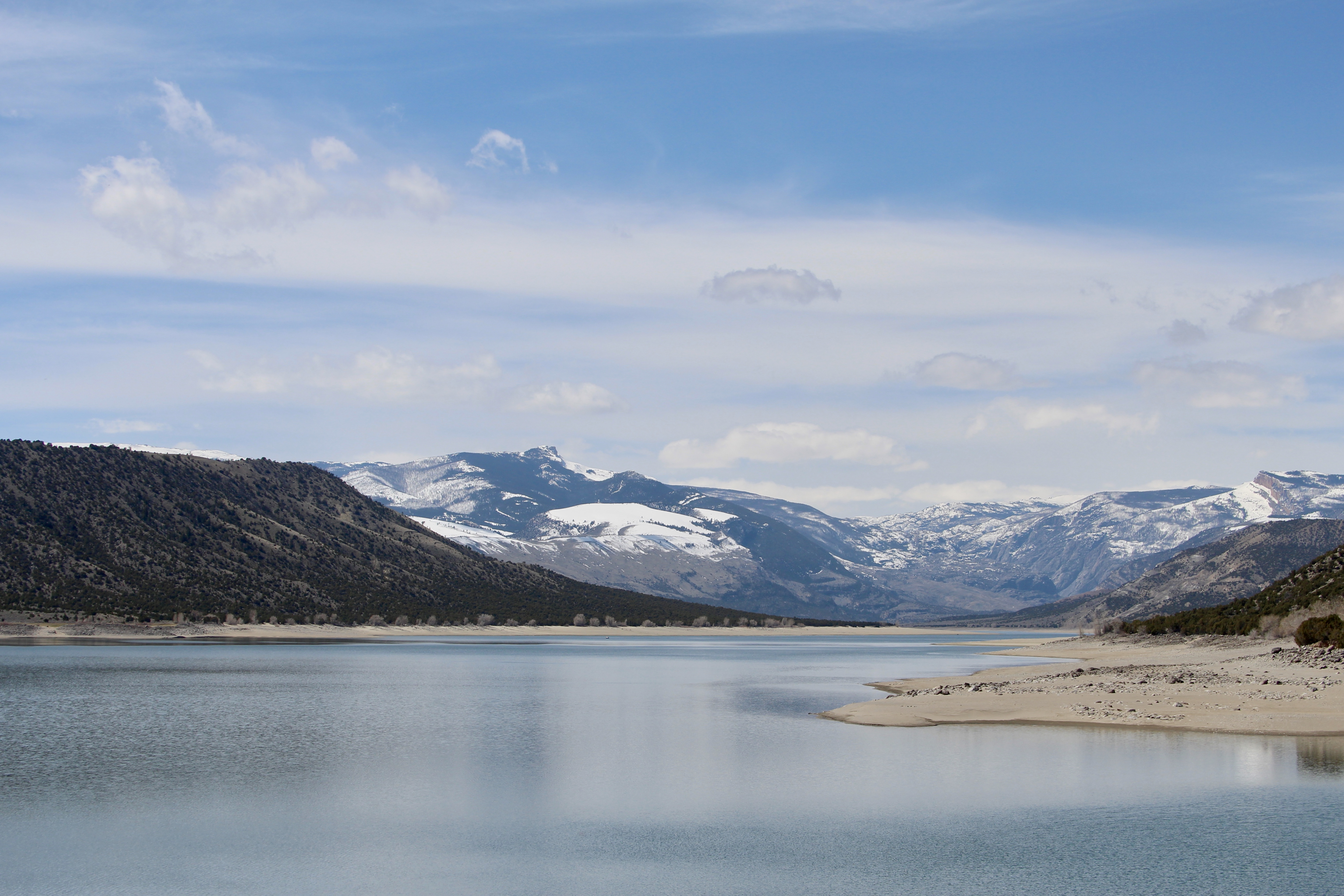
Das Boysen Reservoir am Wind River
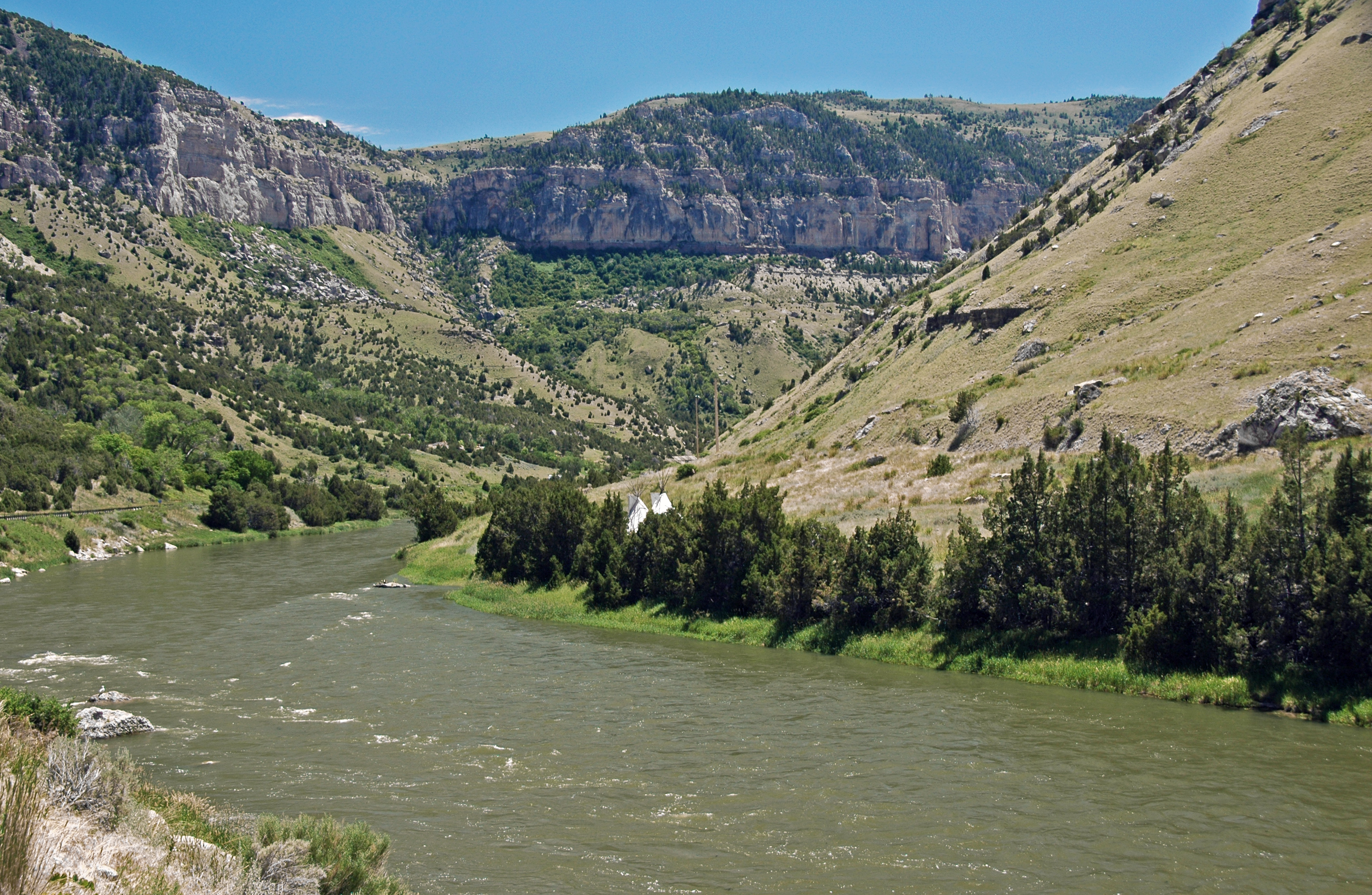
Der Fluss im Wind River Canyon